# Пелкманс, Гоффред
Гоффред Пелкманс (нидерл. Goffredo Pelckmans OFM ; 21 января 1854, Бельгия — 3 августа 1904, Лахор, Британская Индия) — католический прелат, ординарий епархии Лахора, член монашеского ордена капуцинов.

## Биография
Гоффред Пелкманс родился 21 января 1954 года в Бельгии. После получения среднего образования вступил во францисканский монастырь капуцинов.
2 июня 1893 года Римский папа Лев XIII назначил Гоффреда Пелкманса ординарием епархии Лахора. 13 августа 1893 года Гоффред Пелкманс был рукоположён в епископа.
Умер 3 августа 1904 года.

## Источник
- Annuario Pontificio, Ватикан, 1901
- Hierarchia Catholica Medii et Recentioris Aevi, Volume 8, Page 331